# Гринько Микола Григорович
Мико́ла Григо́рович Гринько́ (22 травня 1920, Херсон — 10 квітня 1989, Київ, УРСР, СРСР) — український радянський актор театру, кіно та естради. Заслужений артист УРСР (1969). Народний артист УРСР (1973).

## Біографія
Народився в сім'ї акторів. Батьки Миколи грали в Первомайському робітничо-селянському пересувному театрі (батько Григорій Іванович Гринько, мати Лілія Казимирівна Броневська, заслужена артистка УРСР). Юнак теж мріяв стати актором, але його плани зруйнувала війна — Миколу призвано на фронт.
На фронті він служив стрільцем-радистом авіаполку, був комсоргом полку, пізніше — гвардії старшиною. У своїй частині створив ансамбль самодіяльності, який гастролював як фронтова бригада. За активну участь у художній самодіяльності та комсомольську роботу нагороджено медаллю «За бойові заслуги».
Після війни став помічником режисера, а з 1946 року — провідним актором драматичних театрів Запоріжжя та Ужгорода.
З 1955 — актор та художній керівник Київського естрадного оркестру «Дніпро».
З 1963 — актор кіностудії ім. Довженка.
Дебютував у кіно 1951 року в ролі Бунтаря у фільмі Ігоря Савченка «Тарас Шевченко».
Наступні десять років майже не знімався. Першою по-справжньому серйозною роботою стала роль солдата-американця у фільмі О. Алова та В. Наумова «Мир тому, хто входить» 1961 року. Режисери навіть отримали ящик коньяку, вигравши парі в американської делегації, доводячи, що грав солдата не американець, а українець. Картина отримала спеціальну нагороду журі на Венеційському кінофестивалі, а Гриньку присудили особливий приз «За рекламу автомобілів фірми „Студебеккер“» — власне автомобіль цієї фірми.
Відомо, що у 1962 році Микола Гринько був художнім керівником джазового колективу "Дніпро", де співала Валентина Купріна.
На кіностудії ім. Довженка його не вважали за «свого» актора, знімали дуже мало, не запропонували жодної головної ролі. Його сценарій до «Украденого щастя» Івана Франка пролежав у студійних кабінетах 6 років і його покладено «на полицю».
Дуже несподіваною роботою Миколи Григоровича стала роль А. П. Чехова у фільмі Сергія Юткевича «Сюжет для невеличкого оповідання» (1969), про історію створення п'єси «Чайка» та її провал на сцені Александринського театру. З ним довго віталися на Мосфільмі: «Здорові були, Антоне Павловичу», а у Франції під час прем'єри фільму, Чехов-Гринько мав неймовірний успіх, нарівні з Мариною Владі, яка була його партнеркою в фільмі.
Особливо помітні Гринькові роботи у фільмах Андрія Тарковського. Тарковський уперше побачив Гринька в картині «Мир тому, хто входить», довго розшукував його і з того часу називав своїм талісманом. У Тарковського Гринько дебютував у фільмі «Іванове дитинство» 1962 року. Ця картина здобула найвищу нагороду Венеційського кінофестивалю — «Золотого лева». Потім були «Андрій Рубльов» (1966), «Солярис» (1972), «Дзеркало» (1974), і одна з найкращих робіт Гринька — роль Професора у «Сталкері» (1979). В оскароносному фільмі Райнера Вернера Фасбіндера «Третє покоління» головний герой описує свою улюблену сцену з «Соляриса» Андрія Тарковського. Це сцена з Гриньком, де його фігуру та роль подано хоч і дуже лаконічно, двома словами, але вичерпно… Можна оцінити такий віраж: герой фільму німецького класика розповідає про образ, який створив у фільмі наш земляк! Це образ Шляхетного Батька, що живе в самісінькій підсвідомості світового мистецтва.
У 1970-х режисери відкрили нову грань таланту актора: величезне почуття гумору, потяг до імпровізацій та відмінну пластику. Особливо ці якості помітні в дитячих фільмах, де він чудово рухався і співав. Багато поколінь знають і люблять його як тата Карла з фільму-казки Л.Нечаєва «Пригоди Буратіно» (на цю роль його не хотіли брати через високий зріст, але Нечаєв за його встояв). Були ще й «Автомобіль, скрипка і собака Ляпка», «Пригоди Електроніка».
Була в Гринька заповітна мрія: зіграти Дон Кіхота. На жаль, запрошення від Резо Чхеїдзе надійшло тоді, коли Гринько за віком та станом здоров'я вже не міг узятися за роль. Гринько розумів, що навіть на проби режисер покликав його лише знаючи про заповітну мрію актора. Чхеїдзе дав можливість Гринькові побути три дні Дон-Кіхотом на знімальному майданчику — і три дні захоплені глядачі на грузинській кіностудії аплодували Миколі Григоровичу. Чхеїдзе зберіг відзняті проби.
Дон Кіхота він все ж зіграв — коротенький, на хвилинку епізод у фільмі «Пригоди у місті, якого немає»
Микола Гринько помер 10 квітня 1989 від лейкозу. Його дружина Айше Чулак-огли продала всі цінності, які в неї були, щоб встановити йому надгробний пам'ятник на Байковому кладовищі. Залишила тільки дві обручки: подарунок чоловіка та подарунок батька.

## Фільмографія
| фільм                               | рік  | роль                                                           |
| ----------------------------------- | ---- | -------------------------------------------------------------- |
| Тарас Шевченко                      | 1951 | кріпак-бунтар                                                  |
| Є такий хлопець                     | 1956 | Сарафимов                                                      |
| Павло Корчагін                      | 1956 |                                                                |
| Мир тому, хто входить               | 1961 | американський солдат                                           |
| Веселі історії                      | 1962 | дядько Боря                                                    |
| Іванове дитинство                   | 1962 | Грязнов                                                        |
| Велика дорога                       | 1962 |                                                                |
| Стежки-доріжки                      | 1963 | Міліціонер                                                     |
| Тіні забутих предків                | 1964 | ватаг вівчарів                                                 |
| Поганий анекдот                     | 1965 |                                                                |
| Ми, російський народ                | 1965 | Чортомлик                                                      |
| Загибель ескадри                    | 1965 |                                                                |
| Формула райдуги                     | 1966 |                                                                |
| Київські фрески                     | 1966 |                                                                |
| Авдотья Павлівна                    | 1966 |                                                                |
| Андрій Рубльов                      | 1966 | Даниїл Чорний                                                  |
| Війна і мир                         | 1967 |                                                                |
| Тиха Одеса                          | 1967 |                                                                |
| Один шанс із тисячі                 | 1968 |                                                                |
| Тільки три ночі                     | 1969 |                                                                |
| Я, Франциск Скорина...              | 1969 | Рейхенберг                                                     |
| Золоті ворота                       | 1969 |                                                                |
| Сюжет для невеликого оповідання     | 1969 | Чехов                                                          |
| Небезпечні гастролі                 | 1969 |                                                                |
| Один із нас                         | 1970 | Келлер                                                         |
| Чорне сонце                         | 1970 |                                                                |
| Море у вогні                        | 1970 |                                                                |
| Рудобельська республіка             | 1971 |                                                                |
| Нічний мотоцикліст                  | 1972 |                                                                |
| Соляріс                             | 1972 | Батько                                                         |
| Ринг                                | 1973 |                                                                |
| Уходини                             | 1973 |                                                                |
| Весняні зміни                       | 1974 |                                                                |
| Міста і роки                        | 1974 |                                                                |
| Дзеркало                            | 1974 |                                                                |
| Щовечора після роботи               | 1974 |                                                                |
| Ні пуху, ні пера                    | 1974 |                                                                |
| Під кам'яним небом                  | 1974 | Старостин                                                      |
| Пригоди в місті, якого немає        | 1974 | Дон Кіхот                                                      |
| Романс про закоханих                | 1974 |                                                                |
| Не болить голова у дятла            | 1975 |                                                                |
| Пригоди Буратіно                    | 1975 | тато Карло                                                     |
| Полковник у відставці               | 1975 | Корній Корнійович Полунін                                      |
| Зникла експедиція                   | 1975 |                                                                |
| У самого Чорного моря               | 1975 |                                                                |
| Дума про Ковпака                    | 1975 |                                                                |
| Афоня                               | 1975 | дядько Єгор                                                    |
| Автомобіль, скрипка і собака Клякса | 1975 | Контрабас/Олегів тато                                          |
| Еквілібрист                         | 1976 |                                                                |
| Тимур і його команда                | 1976 | полковник Александров                                          |
| Двадцять днів без війни             | 1976 |                                                                |
| Така вона, гра                      | 1976 |                                                                |
| «Сто грам» для хоробрості...        | 1976 |                                                                |
| Ати-бати, йшли солдати              | 1976 | полковник, Костянтинів командир                                |
| Фантазії Веснухіна                  | 1976 | міліціонер Степан Степанович                                   |
| Свято печеної картоплі              | 1976 |                                                                |
| Хто поїде в Трускавець              | 1977 | його батько                                                    |
| Море                                | 1978 |                                                                |
| Випадкові пасажири                  | 1978 |                                                                |
| Поки божеволіє мрія                 | 1978 | Корчагін                                                       |
| У мене все гаразд                   | 1978 |                                                                |
| Останнє полювання                   | 1979 |                                                                |
| Пригоди Електроніка                 | 1979 | Професор Громов — винахідник Електроніка.                      |
| Сталкер                             | 1979 | Професор                                                       |
| Охоронець                           | 1979 |                                                                |
| Два довгих гудки в тумані           | 1980 | капітан пароплава Калашников Федір Петрович                    |
| Соло                                | 1980 |                                                                |
| Юність Петра                        | 1980 | старець Нектарій                                               |
| Громадянин Льошка                   | 1980 |                                                                |
| Тегеран-43                          | 1980 | Єрмолін                                                        |
| На початку славних справ            | 1980 |                                                                |
| Ярослав Мудрий                      | 1981 |                                                                |
| Таємниця, відома всім               | 1981 | Товстун, старший групи піратів                                 |
| Наказ: вогонь не відкривати         | 1981 |                                                                |
| Очікування полковника Шалигіна      | 1981 |                                                                |
| Будьте моїм чоловіком               | 1981 | Курортник-відпочивальник (чоловік курортниці, що любила театр) |
| Депутатський час                    | 1981 |                                                                |
| Залишаюся з вами                    | 1981 |                                                                |
| Останній гейм                       | 1981 |                                                                |
| Оленяче полювання                   | 1981 |                                                                |
| Про тебе                            | 1981 |                                                                |
| Усмішки Нечипорівки                 | 1982 | Нечипір                                                        |
| Простір для маневру                 | 1982 | Ігор Матвійович Бєляков, інженер-конструктор                   |
| Щастя Никифора Бубнова              | 1983 |                                                                |
| Тут твій фронт                      | 1983 |                                                                |
| Голос пам'яті                       | 1983 |                                                                |
| Миргород та його мешканці           | 1983 |                                                                |
| Той, що йде слідом                  | 1984 |                                                                |
| Без права на провал                 | 1984 |                                                                |
| Невідомий солдат                    | 1984 |                                                                |
| Звинувачення                        | 1984 |                                                                |
| Сестра моя Люся                     | 1985 |                                                                |
| Стрибок                             | 1985 |                                                                |
| Груба посадка                       | 1985 |                                                                |
| Пароль знали двоє                   | 1985 |                                                                |
| Скарга                              | 1986 |                                                                |
| Співуча Росія                       | 1986 | Образцов                                                       |
| Мільйон у шлюбному кошику           | 1986 | Взятий в оренду дідусь-інвалід у візочку.                      |
| Щасливий, хто любив…                | 1986 |                                                                |
| До розслідування приступити         | 1986 |                                                                |
| Звинувачується весілля              | 1986 |                                                                |
| В Криму не завжди літо              | 1987 |                                                                |
| Вийти з лісу на галявину            | 1987 |                                                                |
| Сенс життя                          | 1987 |                                                                |
| Одного разу збрехавши…              | 1987 | академік Станіслав Сергійович                                  |
| Пропоную руку і серце               | 1988 |                                                                |
| Генеральна репетиція                | 1989 |                                                                |

## Пам'ять
- Книга «Микола Гринько» (К., 1987, Ю. Р. Нечипоренко, Р. М. Померанський) — нарис про життя і творчість народного артиста УРСР М. Г. Гринька.
- Вулиця Миколи Гринька в Херсоні.